# Fotbalová reprezentace Čech a Moravy
Fotbalová reprezentace Čech a Moravy reprezentovala Čechy a Moravu, region Rakousko-Uherska. Vznikla v roce 1903 a zanikla v roce 1911. V roce 1939 byla částečně obnovena jako reprezentace Protektorátu Čechy a Morava. 
Českomoravský tým svůj první zápas odehrál v roce 1903, kdy čelil Maďarsku. Tým v letech 1908 a 1911 čelil Anglii. Byl zakládajícím členem UIAFA, sdružení, které pořádalo Mistrovství Evropy v roce 1911. Reprezentace zanikla kvůli 1. světové válce.
V roce 1919 vznikla reprezentace Československa. V roce 1939 Československo zaniklo a rozděleno na několik států, včetně Protektorátu Čechy a Morava.